# Шупарський феномен
Шупарський феномен — ботанічна пам'ятка природи місцевого значення в Україні. Розташована поблизу села Шупарка Чортківського району Тернопільської області, у кв. 15, вид. 11 Наддністрянського лісництва Чортківського держлісгоспу, в межах лісового урочища «Шупарка». 
Площа — 0,5 га. Оголошений об'єктом природно-заповідного фонду рішенням виконкому Тернопільської обласної ради № 554 від 21 грудня 1974 року. Перебуває у віданні Тернопільського обласного управління лісового господарства. 
Під охороною — місце зростання кремени гігантської — виду, занесеного до Переліку рідкісних і таких, що перебувають під загрозою зникнення, видів рослинного світу на території Тернопільської області. 
У 2010 році увійшов до складу заказника загальнодержавного значення «Шупарський».